# Àlex Brendemühl
Alexander Brendemühl i Gubern (Barcelona, 27 de noviembre de 1972) es un actor español de cine y teatro. Como actor, se ha especializado en personajes introspectivos y obsesivos.

## Biografía
Hijo de padre alemán y madre española, estudió en el Colegio Alemán de Barcelona.
Es licenciado en Arte Dramático por el Instituto del Teatro de Barcelona y también ha cursado 5 años de fagot y solfeo y 3 de saxo. Habla catalán, español, inglés, francés y alemán.

## Carrera
Comenzó su carrera de actor en el teatro y luego saltó a la televisión, donde ha participado en múltiples series y telefilmes. Su primer papel como protagonista de una película fue en 1999 en Un banco en el parque, de Agustí Vila. En 2007 estrenó Die Stille vor Bach (El silencio antes de Bach), de Pere Portabella. También ha sido coautor del guion de Yo (Rafa Cortés, 2007), film que ganó el premio de Película Revelación de la crítica en Cannes. Ha participado en la serie Jet lag. En 2009 dirigió su primer cortometraje, Rumbo a peor (2009), que participó en la sección oficial del festival de Cannes. En la temporada 2010-2011 del Liceu, participó en el reparto de la ópera El cazador furtivo.
En 2015 se unió al elenco de la serie Carlos, Rey Emperador donde da vida a Enrique VIII de Inglaterra. Su más reciente aparición tiene lugar en la serie francesa Las cosas que no nos dijimos (Toutes ces choses qu'on ne s'est pas dites), donde interpreta a la versión adulta de Tomas Meyer.

## Filmografía
- 1995:  El porqué de las cosas
- 1996: El diario de Ana Frank, de Peter Van Daan
- 1996: Razones sentimentales
- 1997: El retablo del flautista
- 1999: Pirata
- 1999: Sobreviviré
- 1999: Un banco en el parque, de Agustí Vila[1]
- 2000: Una hermosa inquietud
- 2000: Nosotras
- 2003: Las horas del día, de Jaime Rosales
- 2003: En la ciudad, dirigida por Cesc Gay
- 2004: Inconscientes, escrita y dirigida por Joaquín Oristrell
- 2004: Entre vivir y soñar
- 2005: Vorvik
- 2006: Remake, de Roger Gual
- 2006: La silla, de Julio Wallovits
- 2006: 53 días de invierno, de Judith Colell
- 2007: Yo, de Rafa Cortés
- 2007: El silencio antes de Bach, de Pere Portabella
- 2008: Las dos vidas de Andrés Rabadán
- 2009: Rabia
- 2009: Die Liebe der Kinder
- 2009: El cónsul de Sodoma
- 2010:  Héroes, dirigida por Pau Freixas y coescrita con Albert Espinosa
- 2010: Entrelobos
- 2010:  La mosquitera, de Agustí Vila
- 2011: El Bosque de Óscar Aibar
- 2012: Insensibles, de Juan Carlos Medina
- 2013: Wakolda de Lucía Puenzo donde interpreta a Josef Mengele
- 2014: Stella Cadente, de Luis Miñarro, como el Rey Amadeo I de España.[4]
- 2015: Truman de Cesc Gay
- 2015: Llámame Francisco de Daniele Luchetti
- 2016: In the same boat de Rudy Gnutti
- 2016: 7 años de Roger Gual
- 2016: Mal de Pierres de Nicole Garcia
- 2017: Django de Etienne Comar
- 2018: En tránsito de Christian Petzold
- 2018: Petra de Jaime Rosales
- 2019: Madre de Rodrigo Sorogoyen
- 2020: Akelarre de Pablo Agüero
- 2022: No mires a los ojos de Félix Viscarret
- 2022: Historias para no contar de Cesc Gay
- 2023: Creatura de Elena Martín Gimeno
- 2023: Los diarios de Adán y Eva de Franz Müller
- 2024: Hate Songs de Alejo Levis
- 2024: Escanyapobres de Ibai Abad
- 2024: Apuntes para una ficción consentida de Ana Serret Ituarte

## Teatro
- 1996:  El retablo del flautista de  Jordi Teixidor, dirigida por Joan Lluís Bozzo
- 1996:  Salomé , de Oscar Wilde, dirigida por Satoshi Miyagi (Cía. Kunauka)
- 2004:  Plou a Barcelona, de Pau Miró, dirigida por Toni Casares[2]
- 2006:  Balas y sombras, dirigida por Pau Miró
- 2009:  Dead Cat Bounce de Chris Kondek, dirigida por Chris Kondek (Teatro Libre)
- 2010:  Más allá del puente, de David Botello, dirigida por Roger Gual[2]
- La cena de los idiotas de Francis Veber, dirigida por Paco Mir
- Los sobrinos del capitán Grant, dirigida por Paco Mir

## Televisión
- 2007:  Elles et moi (Ellas y yo), miniserie dirigida por Bernard Stora y coproducida por España y Francia[2]
- 2007:  Llueve en Barcelona , TV movie de TV3 dirigida por Carles Torrens[2]
- 2006:  Después de la lluvia, TV movie de TV3 dirigida por Agustí Villaronga[2]
- 2008:  Las voces del Pamano, miniserie de TV3 dirigida por Lluís M. Güell[2]
- 2015: Carlos, Rey Emperador, interpretando a Enrique VIII de Inglaterra.
- 2019: Il était une fois, dirigida por Mona Achache.
- 2022: Las cosas que no nos dijimos, serie de TV dirigida por Marc Levy y Miguel Courtois.
- 2023: Reina Roja, serie de Prime Video basada en las novelas del mismo nombre escritas por Juan Gomez-Jurado.
- 2024: Yo, adicto, serie de Disney+ basada en el libro de Javier Giner.
- 2025: La canción, serie de Movistar Plus dirigida por Alejandro Marín

## Premios y nominaciones
Premios Goya
| Año  | Categoría                                 | Película | Resultado |
| ---- | ----------------------------------------- | -------- | --------- |
| 2024 | Mejor interpretación masculina de reparto | Creatura | Nominado  |

Premios Sant Jordi
| Año  | Categoría           | Película                                         | Resultado |
| ---- | ------------------- | ------------------------------------------------ | --------- |
| 2007 | Mejor actor español | 53 días de invierno Yo El silencio antes de Bach | Ganador   |

Premios Sur
| Año  | Categoría                | Película                   | Resultado |
| ---- | ------------------------ | -------------------------- | --------- |
| 2013 | Mejor actor protagonista | Wakolda / El médico alemán | Ganador   |

Premios Gaudí
| Año  | Categoría                | Película                        | Resultado |
| ---- | ------------------------ | ------------------------------- | --------- |
| 2009 | Mejor actor protagonista | Les dues vides d'Andrés Rabadán | Ganador   |
| 2012 | Mejor actor protagonista | El bosc                         | Nominado  |

Medallas del Círculo de Escritores Cinematográficos
| Año  | Categoría              | Película | Resultado |
| ---- | ---------------------- | -------- | --------- |
| 2010 | Mejor actor secundario | Héroes   | Nominado  |
| 2020 | Mejor actor secundario | Akelarre | Nominado  |

Premios Cóndor de Plata
| Año  | Categoría                | Película                   | Resultado |
| ---- | ------------------------ | -------------------------- | --------- |
| 2013 | Mejor actor protagonista | Wakolda / El médico alemán | Nominado  |